# Байрами, Мухарем
Мухаре́м Байрами́ (макед. Мухарем Бајрами; 29 ноября 1985, Скопье, СР Македония, Югославия) - северомакедонский футболист, полузащитник клуба «Шкупи».

## Биография
Байрами начал свою карьеру в футбольном клубе «Слога Югомагнат» из Скопье, но не закрепился в основном составе и в 2005 году вместе со своим товарищем по команде Минасом Османи присоединился к новой команде из города Кичево «Влазрими». Тут у него сложилась удачно карьера, он забил 12 голов и не один раз признавался игроком матча, становился лучшим бомбардиром Македонской первой лиги. Это привело к тому, что Байрами заметило несколько команд, в числе их был литовский «Каунас» с которым и был подписан контракт. С 2012 года играл за белорусский футбольный клуб «Гомель» в который перешёл из македонской «Реновы». В июне 2013 покинул расположение клуба.

## Интересные факты
- В 2012 году Мухарем Байрами играл в предыдущем клубе, против своего будущего клуба во втором отборочном раунде Лиги Европы УЕФА сезон 2012/13, где его клуб «Ренова» уступил «Гомелю» по сумме встреч.[2]

## Достижения
- Чемпион Македонии: 2010
- Бронзовый призёр чемпионата Македонии: 2011
- Обладатель Кубка Македонии: 2012[3]

## Личная жизнь
Женат, имеет двух сыновей.
У Мухарема есть родной брат Идай Байрами, который в настоящее время играет за «Слога Югомагнат».